# Colfontaine
Colfontaine (dialectul picard: Colfontinne) este o comună francofonă din regiunea Valonia din Belgia. Comuna Colfontaine este formată din localitățile Pâturages, Warquignies și Wasmes. Suprafața sa totală este de 13,62 km². La 1 ianuarie 2008 avea o populație totală de 20.044 locuitori. 
Comuna Colfontaine se învecinează cu comunele Boussu, Dour, Frameries și Quaregnon.

## Localități înfrățite
- Italia: Serradifalco.